# دهستان نازلوچای
نازلوچای، دهستانی است از توابع بخش نازلو شهرستان ارومیه در استان آذربایجان غربی ایران.

## جمعیت
بنابر سرشماری مرکز آمار ایران در سال ۱۳۹۵، جمعیت این دهستان برابر با ۱۳٬۷۲۷ نفر (۲٬۸۰۳ خانوار) بوده‌است. 